# Ambiguità sintattica
L'ambiguità sintattica è una proprietà di quelle frasi per le quali può essere fornita più di un'interpretazione. Al contrario dell'ambiguità semantica, che nasce dalla gamma di significati che una parola può denotare, l'ambiguità sintattica deriva dalla relazione tra le parole e le componenti sintattiche di una frase. Quando un lettore può ragionevolmente interpretare la stessa frase mediante più di una struttura sintattica, il testo è ambiguo e soddisfa la definizione di ambiguità sintattica.

## Esempi
Seguono alcuni esempi di ambiguità sintattica:
- Rapina in banca con rivoltella da centomila euro (rapina effettuata con una rivoltella costosa, o rapina da centomila euro?)
- Luigi ha visto un uomo nel parco con il telescopio (chi sta usando il telescopio? Luigi o l'uomo?)
- Ci scusiamo dei possibili fastidi causati porgendo cordiali saluti (fastidi causati dai saluti o si porgono cordiali saluti a seguito dei fastidi?)
- Si vendono letti di ferro per bambini con palle d'ottone (umorismo involontario)